# Boris Bakhmeteff
Boris Alexandrovich Bakhmeteff (né le 14 mai 1880 à Tbilissi - mort le 21 juillet 1951 à Brookfield (Connecticut)) est un ingénieur hydraulicien russe, devenu diplomate par le jeu des circonstances. 

## Biographie
Diplômé de l’École des Transports de Saint-Pétersbourg, il est stagiaire un an aux États-Unis. De retour en Russie, il enseigne la mécanique rationnelle et l'hydraulique dans divers établissements d'enseignement supérieur. En 1906, il adhère à la faction Menchevik du Parti ouvrier social-démocrate de Russie.
En 1915-1916, Boris Bakhmeteff est ministre plénipotentiaire de la Commission d’industrie de guerre auprès des États-Unis. Après la Révolution de février, il accède aux fonctions de ministre de l'Industrie et du Commerce du gouvernement provisoire. Au mois d'avril 1917, il prend la tête de la Commission extraordinaire du gouvernement auprès des États-Unis : il arrive outre-atlantique au mois de juin, ignorant que ce séjour serait définitif.
Démis de sa fonction d’ambassadeur comme menchevik en 1922, il reverse une grande partie des revenus tirés de son usine d'allumettes (Lion's Match Factory,) à un fonds d'aide aux étudiants russes en exil.
Bakhmeteff est recruté comme professeur à l’université Columbia et se fait un nom par ses recherches en hydraulique à surface libre. Naturalisé américain en 1934, il milite par la suite au parti républicain. En 1945, Bakhmeteff est élu président de l’Engineering Foundation, fonds de recherche américain dont il a été l'un des promoteurs les plus actifs.
Boris Bakhmeteff participe activement à la promotion de l’histoire et de la culture russe à l'université Columbia. Il meurt d'une crise cardiaque en 1951.